# 1572 a tudományban
Az 1572. év a tudományban és a technikában.

## Csillagászat
- November - szupernóva lángol fel a Cassiopeia csillagképben. Ennek megfigyelése és leírása teszi híressé Tycho Brahe dán csillagászt.

## Publikációk
- Raffaello Bombelli Algebra c. munkája

## Születések
- Johann Bayer csillagász (1625)

## Halálozások
- augusztus 26. Petrus Ramus humanista és logikus (* 1515)
- Raffaello Bombelli matematikus (* 1526)